# Longridge, Skottland
Longridge är en by i West Lothian i Skottland. Byn är belägen 33,8 km 
från Edinburgh. Orten har 900 invånare (2016).